# Русское Канчерово
Русское Канчерово  — деревня в Кувандыкском городском округе Оренбургской области.

## География
Находится на левом берегу Сакмары на расстоянии примерно 18 километров на запад-северо-запад от окружного центра города Кувандык.

## Климат
Климат умеренно-континентальный. Времена года выражены чётко. Среднегодовая температура по району изменяется от +4,0 °C до +4,8 °C на юге. Самый холодный месяц года — январь, среднемесячная температура около −20,5…−35 °C. Атмосферных осадков за год выпадает от 300 до 450—550 мм, причём большая часть приходится на весенне-летний период (около 70 %). Снежный покров довольно устойчив, продолжительность его, в среднем, 150 дней.

## История
Основана, предположительно, в начале 20 столетия, когда эти земли были куплены у местных башкир русскими переселенцами из Тамбовской губернии. Название — по башкирской деревне Канчерово (ныне — Башкирское Канчерово), расположенной в 4 км выше по Сакмаре. До 2016 года входила в Зиянчуринский сельсовет Кувандыкского района, после реорганизации этих муниципальных образований в составе Кувандыкского городского округа.

## Население
Постоянное население составляло 135 человек в 2002 году (русские 83 %), 102 в 2010 году.